# Termas de Bárbara
Las termas de Bárbara (en alemán: Barbarathermen) es un gran complejo de termas romanas en Tréveris, Alemania. Son las termas más grandes al norte de los Alpes.
En 1986, las termas, así como otros monumentos romanos que se conservan en Tréveris y en la región, se inscribe en la lista de Patrimonio de la Humanidad por la Unesco, dentro del conjunto denominado Monumentos romanos de Tréveris (Porta Nigra, anfiteatro, basílica de Constantino, Termas de Bárbara, puente romano de Tréveris, termas imperiales y columna de Igel), catedral de Tréveris e iglesia de Nuestra Señora de Tréveris.

## Historia
Las termas de Bárbara fueron construidas en el siglo segundo. Las extensas ruinas fueron utilizadas como un castillo en la Edad Media, y luego destruidos y reciclados como material de construcción hasta que los restos fueron utilizados para la construcción de un colegio de Jesuitas en el año de 1610. Sólo los cimientos y los túneles de servicio subterráneas han sobrevivido, pero los detalles técnicos de los sistemas de alcantarillado, los hornos, las piscinas, y el sistema de calefacción se pueden estudiar mejor que en las otras dos termas de Tréveris.

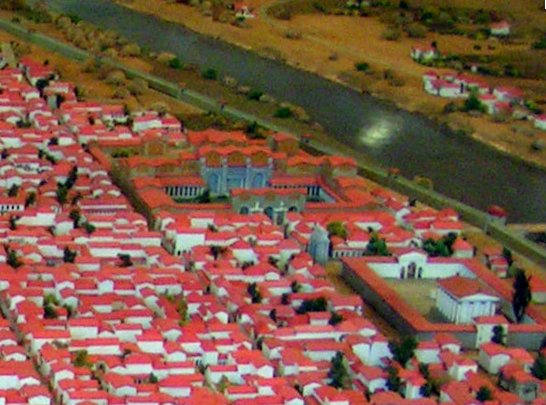
Barbarathermen Trier ca. 360-370 n.Chr
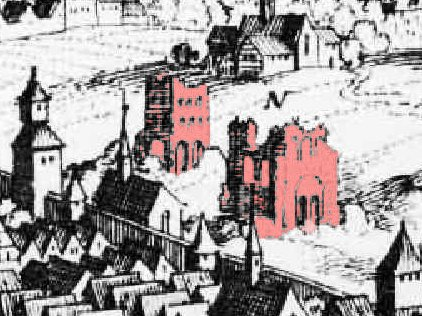
ca 1548 a partir de un grabado de Merian publicado 1646
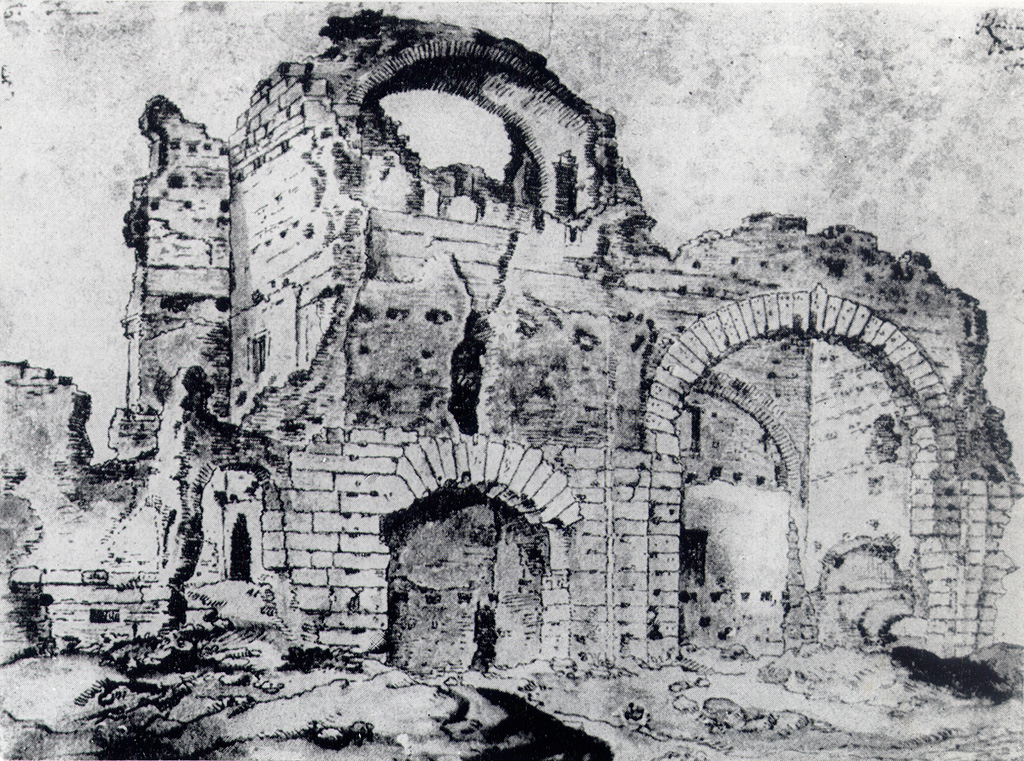
ca 1611
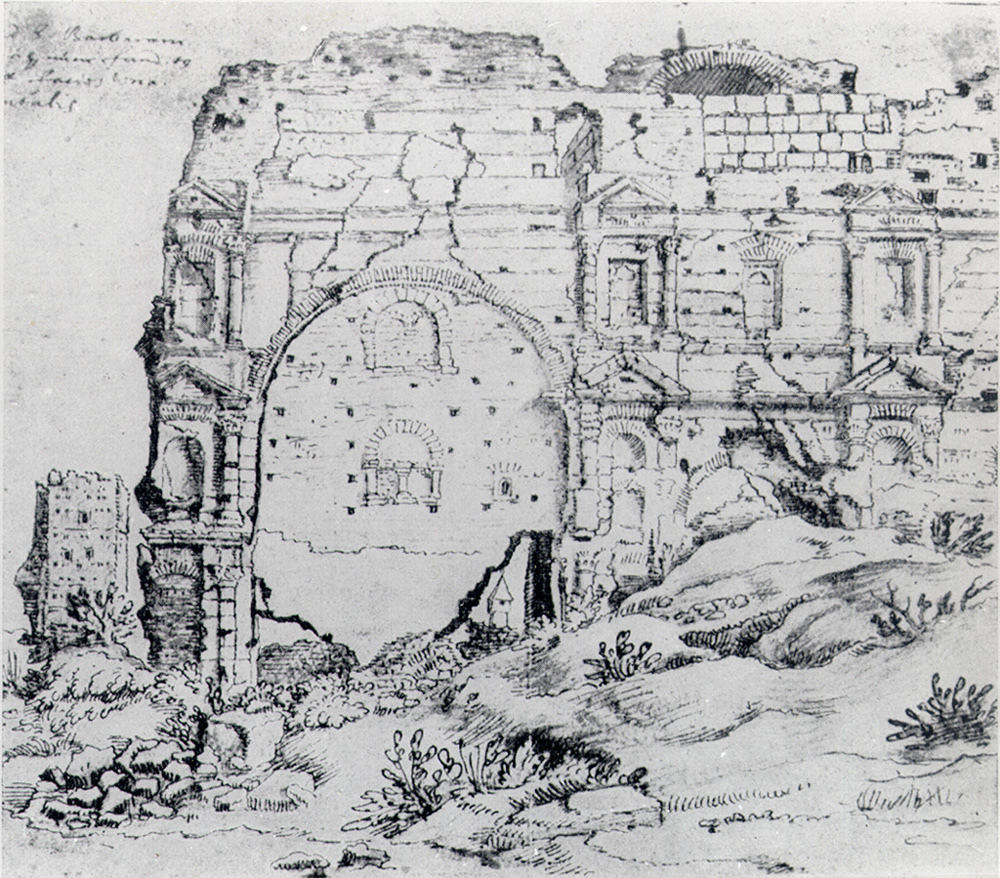
ca 1611